# YOSHIO -new member-
《YOSHIO -new member-》는 Kis-My-Ft2의 5번째 DVD이다.

## 개요
Kis-My-Ft2 처음이 되는 오리지널 쇼트 무비로, Kis-My-Ft2에 〈YOSHIO〉라고 하는 신멤버가 가입해 오는 이야기가 되고 있다. 초회 생산 한정반, 통상반의 2형태로 발매된다. 초회 생산 한정반에서는, 이 작품의 주제가가 되는 곡이 수록되고 있다.

## 수록 내용

### 초회 생산 한정반
DVD
1. YOSHIO -NEW MEMBER- 본편
2. YOSHIO -NEW MEMBER- 메이킹

특전 CD
1. ETERNAL MIND
YOSHIO -NEW MEMBER- 주제가

### 통상반
DVD
1. YOSHIO -NEW MEMBER- 본편
2. YOSHIO -NEW MEMBER- 메이킹

초회 한정 봉입 특전
- 포토 소책자 봉입
- 3타이틀(SINGLE, ALBUM, DVD) 연동 응모권C 봉입